# Vrioci
Vrioci är en ort i Bosnien och Hercegovina.   Den ligger i entiteten Republika Srpska, i den nordvästra delen av landet, 190 km nordväst om huvudstaden Sarajevo. Vrioci ligger 101 meter över havet och antalet invånare är 366.
Terrängen runt Vrioci är platt. Närmaste större samhälle är Bosanska Dubica, 4,4 km öster om Vrioci. 
Omgivningarna runt Vrioci är en mosaik av jordbruksmark och naturlig växtlighet. Runt Vrioci är det ganska tätbefolkat, med 67 invånare per kvadratkilometer.